# Landing Badji
Pour les articles homonymes, voir Badji.
Landing Badji (né le 21 septembre 2003 à Diégoune) est un footballeur sénégalais qui joue au poste de gardien de but au Umm Salal SC

## Biographie
Première titularisation international avec l’équipe locale du Sénégal de football pendant les Jeux de la solidarité islamique en 2021. Il joue un match lors de cette compétition. Puis, il joue une deuxième fois un match pendant la Coupe COSAFA en 2022, son équipe se classe troisième de la compétition. Il est ensuite appelé avec l’équipe du Sénégal des moins de 20 ans pour jouer les éliminatoires de la CAN U-20 en 2022, où son équipe sort vainqueur, synonyme de qualification pour la Coupe d'Afrique des nations des moins de 20 ans en 2023.
Le Sénégal remporte la compétition pour la première fois de son histoire, et sans encaisser le moindre but en phases de finale pour la toute première fois. Badji est nommé meilleur gardien du tournoi. C'est la toute première fois qu’une équipe ne concède aucun but en Coupe d'Afrique des nations des moins de 20 ans.
Convoqué pour la Coupe du monde de football des moins de 20 ans titulaire indiscutable il se blesse en Argentine a l’heure d’un match amical contre les États-Unis juniors obligés a déclaré forfait pour la compétition.

### En club
Après avoir fait plusieurs clean shots en sélection junior il est repéré par le club Chypre Aris Limassol champions en titre. 
Il remporte la super coupe sans être sur la feuille de match.
à peine le temps d’être titularisé qu’il sera revendu contre une très belle sommes au clubs qatarien Umm Salal SC,.
Après de bonnes prestations il prend la place de titulaire il est élu meilleur jeune joueur (U23) de la manche aller du Championnat du Qatar de football
Le 6 janvier 2024 il remporte la premier Coupe Crown Prince de Qatar avec le Umm Salal SC en arrêtant trois tirs au but.

## Palmarès
- 2022 : Coupe COSAFA : Troisièmes[11]
- 2023 : Coupe d'Afrique des nations des moins de 20 ans : Vainqueur

### Trophée en club
- Supercoupe de Chypre de football (1) : 
  - Champion : 2022-23

- Coupe des Étoiles du Qatar de football (1) :
  - Vainqueur : 2023.

### Distinctions personnelles
- Élu meilleur Gardien de la CAN U20 2023[12]
- Figure dans l'équipe type de la Can U20 2023[13].
- Élu meilleur jeune joueur (U23) de la manche aller de la D1 qatari